# Награди „Оскар“ (66-а церемония)
Шестдесет и шестата церемония по връчване на филмовите награди „Оскар“ се провежда на 21 март 1994 година. На нея се връчват призове за най-добри постижения във филмовото изкуство за предходната 1993 година. Събитието се провежда в Дороти Чандлър Павилион, Лос Анджелис, Калифорния. Упи Голдбърг става първата жена, самостоятелен водещ на представлението.
Големият победител на вечерта е военната драма „Списъкът на Шиндлер“, на режисьора Стивън Спилбърг, с номинации за отличието в 12 категории, печелейки 7 от тях. Това е първият черно-бял филм, спечелил най-високото отличие след пауза от 33 години. Последния такъв е творбата на Били Уайлдър „Апартаментът“, който печели „Оскар“ за най-добър филм на 33-тата церемония през 1961 година.
Сред останалите основни заглавия са британската ретро драма „Остатъците от деня“ на Джеймс Айвъри, романтичната драма „Пианото“ на Джейн Кемпиън, биографичният „В името на Отца“ на Джим Шеридън и криминалният трилър „Беглецът“ на Андрю Дейвис.
На 11-годишна възраст Ана Пакуин става вторият най-млад изпълнител спечелил награда „Оскар“.
Впечатление правят номинациите на две актриси, Ема Томпсън и Холи Хънтър, едновременно в двете категории за най-добра главна и поддържаща женска роля.

## Филми с множество номинации и награди
| Долуизброените филми получават повече от 2 номинации в различните категории за настоящата церемония: - 12 номинации: Списъкът на Шиндлер - 8 номинации: Пианото, Остатъците от деня - 7 номинации: Беглецът, В името на Отца - 5 номинации: Невинни години, Филаделфия - 3 номинации: Cliffhanger, Под прицел, Джурасик парк | Долуизброените филми получават повече от 1 награда „Оскар“ на настоящата церемония: - 7 статуетки: Списъкът на Шиндлер - 3 статуетки: Джурасик парк, Пианото - 2 статуетки: Филаделфия |

## Номинации и награди
Долната таблица показва номинациите за наградите в основните категории. Победителите са изписани на първо място с удебелен шрифт.
| Най-добър филм | Най-добър режисьор |
| --- | --- |
| - Списъкът на Шиндлер - В името на Отца - Беглецът - Пианото - Остатъците от деня | - Стивън Спилбърг – Списъкът на Шиндлер - Робърт Олтмън – Short Cuts - Джейн Кемпиън – Пианото - Джеймс Айвъри – Остатъците от деня - Джим Шеридън – В името на Отца                                            |
| Най-добра мъжка роля | Най-добра женска роля |
| - Том Ханкс – Филаделфия - Дениъл Дей-Люис – В името на Отца - лорънс Фишбърн – На какво е способна любовта - Антъни Хопкинс – Остатъците от деня - Лиъм Нийсън – Списъкът на Шиндлер | - Холи Хънтър – Пианото - Анджела Басет – На какво е способна любовта - Стокард Чанинг – Six Degrees of Separation - Ема Томпсън – Остатъците от деня - Дебра Уингър – Shadowlands                              |
| Най-добра поддържаща мъжка роля | Най-добра поддържаща женска роля |
| - Томи Лий Джоунс – Беглецът - Леонардо ди Каприо – Защо тъгува Гилбърт Грейп - Ралф Файнс – Списъкът на Шиндлер - Джон Малкович – Под прицел - Пийт Посълтуейт – В името на Отца     | - Ана Пакуин – Пианото - Холи Хънтър – Фирмата - Роузи Перес – Безстрашен - Уинона Райдър – Невинни години - Ема Томпсън – В името на Отца                                                                      |
| Най-добър оригинален сценарий | Най-добър адаптиран сценарий |
| - Пианото – Джейн Кемпиън - Дейв – Гари Рос - Под прицел – Джеф Макгуайър - Филаделфия – Ron Nyswaner - Безсъници в Сиатъл – Нора Ефрон, Дейвид Уард и Джеф Арч                       | - Списъкът на Шиндлер – Стивън Зайлиян - Невинни години – Мартин Скорсезе и Джей Кокс - В името на Отца – Джим Шеридън и Тери Джордж - Остатъците от деня – Рут Правер Джхабвала - Shadowlands – Уилям Никълсън |
| Най-добра кинематография (операторско майсторство) | Най-добър чуждоезичен филм |
| - Списъкът на Шиндлер – Януш Камински - В търсене на Боби Фишер – Конрад Хол - Farewell My Concubine – Gu Changwei - Беглецът – Майкъл Чапман - Пианото – Стюарт Драйбърг             | - Бел епок (Испания) - Farewell My Concubine (Хонг Конг) - Hedd Wyn (Обединено кралство) - The Scent of Green Papaya (Виетнам) - Сватбен банкет (Тайван)                                                        |

## Галерия
| Стивън Спилбърг „Оскар“ за режисура | Том Ханкс „Оскар“ за главна мъжка роля | Холи Хънтър „Оскар“ за главна женска роля | Томи Лий Джоунс „Оскар“ за поддържаща мъжка роля | Ана Пакуин „Оскар“ за поддържаща женска роля |
| ----------------------------------- | -------------------------------------- | ----------------------------------------- | ------------------------------------------------ | -------------------------------------------- |
|                                     |                                        |                                           |                                                  |                                              |